# Stenloken, Ångermanland
Stenloken är en sjö i Sollefteå kommun i Ångermanland och ingår i Ångermanälvens huvudavrinningsområde.